# جان فیلدینگ (بازیکن فوتبال، زاده ۱۹۸۲)
جان فیلدینگ (انگلیسی: John Fielding؛ زادهٔ ۷ آوریل ۱۹۸۲) بازیکن فوتبال اهل بریتانیا است.
از باشگاه‌هایی که در آن بازی کرده‌است می‌توان به باشگاه فوتبال یورک سیتی و باشگاه فوتبال هروگیت تاون اشاره کرد.